# Jeřišno
Jeřišno är en ort i Tjeckien.   Den ligger i regionen Vysočina, i den centrala delen av landet, 90 km öster om huvudstaden Prag. Jeřišno ligger 376 meter över havet och antalet invånare är 313.
Terrängen runt Jeřišno är platt åt nordväst, men åt sydost är den kuperad. Jeřišno ligger nere i en dal. Runt Jeřišno är det ganska tätbefolkat, med 129 invånare per kvadratkilometer. Närmaste större samhälle är Hlinsko, 19,3 km öster om Jeřišno. Omgivningarna runt Jeřišno är en mosaik av jordbruksmark och naturlig växtlighet.